# Wallerscoat
Wallerscoat var en civil parish från 1866 till 1892 då den blev en del av Winnington, i grevskapet Cheshire, i England. Civil parish hade 11 invånare år 1881.